# 谷重喜
谷 重喜（たに しげき、1843年5月23日（天保14年4月24日） - 1886年（明治19年）8月20日）は、土佐藩士、迅衝隊士、日本の陸軍軍人、自由民権運動家。最終階級は陸軍大佐。通称は谷神兵衛。

## 来歴

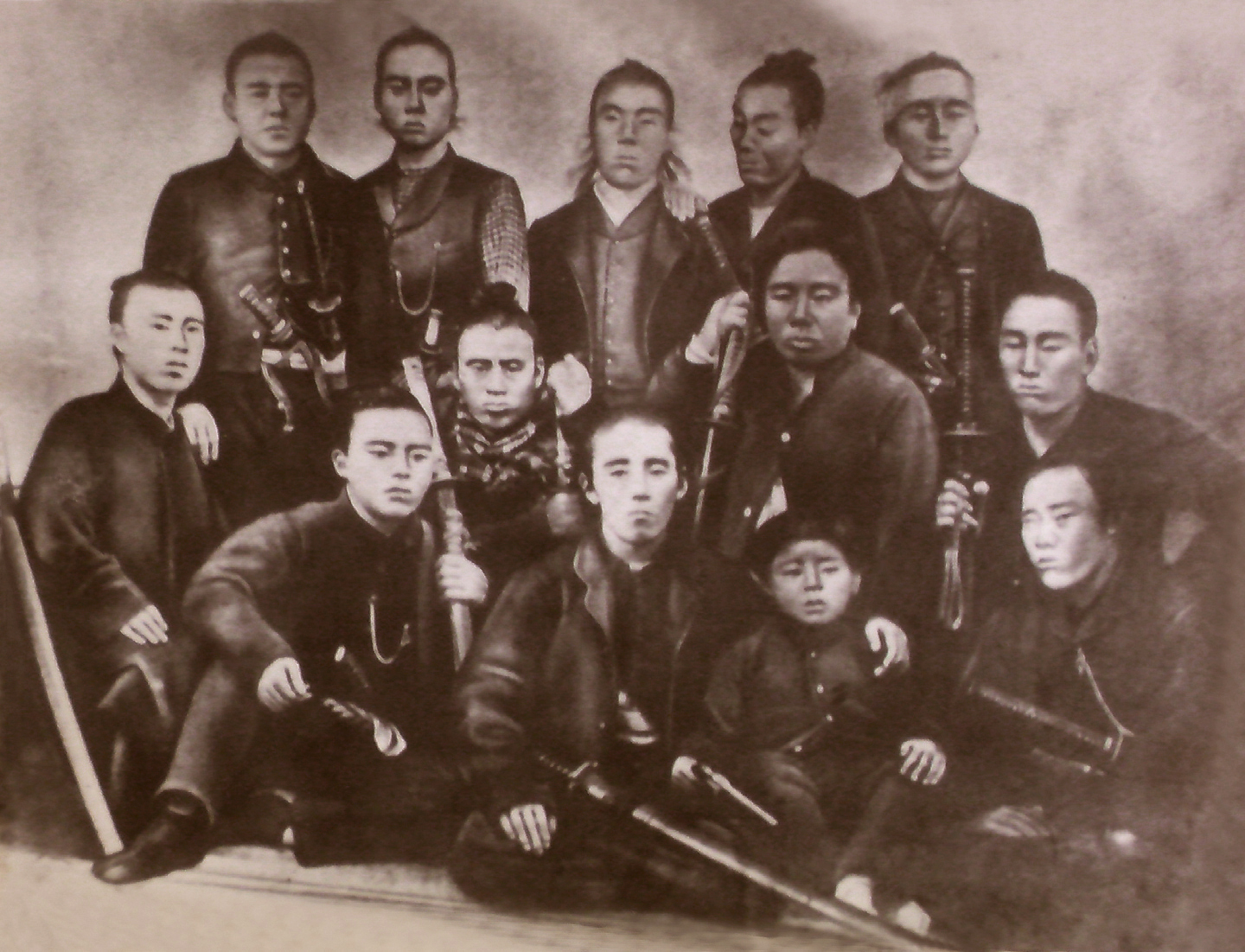
迅衝隊（前列左から伴権太夫、板垣退助（中央）、谷乙猪（少年）、山地忠七。 中列左から、谷重喜、谷干城（襟巻をして刀を持つ男性）、山田平左衛門（刀を立てて持つ恰幅の良い男性）、吉本平之助祐雄。 後列左から、片岡健吉、真辺正精、西山 榮、北村重頼、別府彦九郎）

1843年（天保14年）、谷神佐衛門重昌の嫡男に生まれる。
明治戊辰の役では土佐藩迅衝隊の四番小隊長として東征し、甲府、今市、会津と転戦し数々の功をあげた。
1870年（明治3年）陸軍大佐になり、大阪鎮台の参謀長に任ぜられる。
1874年（明治7年）佐賀の乱にあたり林有造の挙兵計画の相談に対し政府の職にある故申し出を断った。乱のあと下野する。
板垣退助を助け立志社に入り自由民権運動に挺身し、1877年（明治10年）立志社の副社長に就任する。
西南戦争では林有造らの挙兵計画に賛同し、禁獄1年の刑に処せられた。
1881年（明治14年）10月板垣退助が自由党を結成するやその結成に尽力し、『自由新聞』の会計を司り、1882年（明治15年）～1883年（明治16年）板垣退助の外遊の不在中、自由党総理の職を依嘱され代行する。
1886年（明治19年）山内家の家来となったが、同年に死去。

## 家系
谷家は、大神姓。長宗我部氏の旧臣で、土佐藩の上士の家柄。初代は谷忠澄の弟の谷神右衛門（初代）で、谷重喜（神兵衛）は、土佐藩上士・谷神右衛門家の第11代目の嫡流当主。戊辰戦争の際、迅衝隊に共に加わった谷干城は遠縁の親族にあたる。谷重喜は、谷神右衛門家の第4代目の谷重元（神兵衛）の嫡男谷重正（弥太郎）の直系の五世孫である。
谷重元の三男谷重遠（秦山）は別家を興し、秦山の孫谷好井（萬六）の嫡男谷好圓（丹作）が秦山家の第4代目の当主を継いだ。さらに谷好圓の弟、谷景井（萬七）が分家して一家を興したのが谷干城の父にあたる。谷干城は、谷景井の四男で、三人の兄が相次いで夭逝したので、その後を継いだ。干城の後を継いだ養子の谷乙猪は、谷重喜（谷家・嫡流）の実弟にあたる。
- 九世祖：谷神右衛門（初代）
- 八世祖：谷神右衛門（二代目）
- 七世祖：谷神右衛門（三代目）
- 六世祖：谷重元（神兵衛）
- 五世祖：谷重正（弥太郎）
- 高祖父：谷重敬（神之丞）
- 曾祖父：谷直樹（神之丞）
- 祖父：谷秋実（良作）
  - 父：谷重昌（神佐衛門）
    - 本人：谷重喜（神兵衛）
    - 弟：谷重中
    - 重中の妻：板垣退助の長女 兵[3]（のち離婚）
    - 弟：谷乙猪（谷干城の養子となる）
    - 乙猪の妻：村田経芳男爵の長女 愛子
      - 甥（乙猪の子）：谷儀一（陸軍少将）

    - 弟：谷流水

## 補注
1. ↑  山本泰三「自由民権家の墓地」、『土佐史談』第176号、土佐史談会、1987年、p.233。
2. ↑  谷神右衛門家の分家（秦山流）のさらに分家にあたる。
3. ↑  板垣退助の長女「兵」は、初め板垣（井上）榮三郎に嫁ぎ、のち離婚して谷重中に嫁ぎ、また離婚して片岡光房（熊太郎）に再嫁している。